# Mahmoud Jabril
Mahmoud Jabril (también Jebril o Jibril, en árabe: محمود جبريل) (Al Baida, 28 de mayo de 1952-El Cairo, 5 de abril de 2020), fue un político libio. Fue primer ministro del Consejo Nacional de Transición durante la Guerra de Libia de 2011 y diputado del Parlamento Libio tras las elecciones de 2012 en representación de su partido, la Alianza de Fuerzas Nacionales.

## Formación profesional
Jabril se graduó en ciencias políticas y económicas en la Universidad de El Cairo en 1975, después obtuvo una maestría en ciencias políticas en 1980 y se doctoró en planificación estratégica en 1984, las dos en la Universidad de Pittsburgh. Enseñó planificación estratégica en Pittsburgh durante varios años y publicó 10 libros sobre planificación estratégica y la toma de decisiones. Según algunas fuentes, durante toda su vida había sido un gran partidario del liberalismo económico.
Jabril dirigió el grupo que redactó y formó el manual de la Formación Árabe Unificada. También fue el responsable de organizar y administrar las dos primeras conferencias de la organización en los años 1987 y 1988. Luego se hizo cargo de la gestión y administración de los muchos de los programas de formación de los líderes para la alta gestión de los países árabes incluyendo Egipto, Arabia Saudita, Libia, Emiratos Árabes Unidos, Kuwait, Jordania, Baréin, Marruecos, Turquía y Reino Unido.

## Durante el régimen de Gadafi
Desde 2007 cumplió una función en el régimen de Muamar el Gadafi como jefe de la Junta Nacional de Desarrollo Económico, promoviendo el acercamiento a Occidente, y la privatización y la liberalización de la economía del país socialista.

## Primer ministro del CNT
El 23 de marzo de 2011, durante la rebelión libia contra Gadafi, el Consejo Nacional de Transición creó oficialmente un gobierno de transición y fue nombrado para ser el primer ministro de éste de forma interina. Jabril también es conocido por ser el líder de las reuniones y negociaciones con el expresidente francés Nicolas Sarkozy, reuniones que hicieron que Francia reconociese oficialmente el Consejo Nacional de Transición como el único representante del pueblo libio.
Encabezó las reuniones y negociaciones con el expresidente francés Nicolas Sarkozy y en los últimos años ha sido el hombre clave para el acercamiento económico de Libia con los Estados Unidos y el Reino Unido.

## Congreso General Nacional

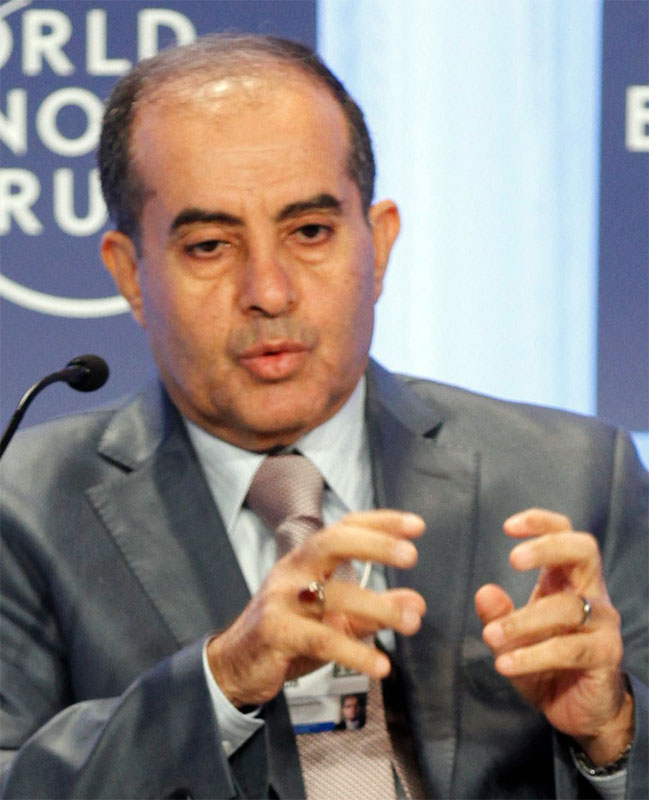
MAR MUERTO/JORDANIA, 22 DE OCTUBRE DE 2011 - Mahmoud Jibril, Presidente de la Oficina Ejecutiva del Consejo Nacional de Transición (CNT) de Libia, Libia, capturado durante la Reunión Especial del Foro Económico Mundial sobre Crecimiento Económico y Creación de Empleo en el Mundo Árabe en el Mar Muerto en Jordania, el 22 de octubre de 2011.

En febrero de 2012, Jabril fundó la Alianza de Fuerzas Nacionales, un partido político que incluye 58 organizaciones políticas y es de tendencia liberal, aunque reconoce la sharia (ley islámica) como fuente legal.
El 7 de julio de 2012 los libios votaron entre las 142 organizaciones políticas presentadas para ocupar los 200 escaños del Congreso General de la Nación (CGN), órgano encargado de elegir al primer ministro y al gobierno en sustitución del Consejo Nacional de Transición. De estos 200 escaños, 120 se reservaron a independientes y los 80 restantes, a partidos políticos. 
La Alianza de Fuerzas Nacionales consiguió la victoria con 39 de los 80 escaños pertenecientes a partidos políticos, siendo el partido con mayor representación dentro de la cámara. A pesar de ello, Jabril no consiguió la mayoría absoluta y se tuvo que elegir una figura de consenso.

## Fallecimiento
Falleció el 5 de abril de 2020 a los sesenta y siete años en El Cairo a consecuencia de la enfermedad COVID-19 causada por el SARS-CoV-2 durante la pandemia causada por el coronavirus.